# Kasahara Takashi (cầu thủ bóng đá, sinh 1988)
Takashi Kasahara (sinh ngày 21 tháng 11 năm 1988) là một cầu thủ bóng đá người Nhật Bản thi đấu ở vị trí thủ môn cho Mito HollyHock.

## Sự nghiệp
Kasahara ra mắt cho Mito HollyHock trong trận đấu tại Cúp Hoàng đế trước Oita Trinita ngày 9 tháng 9 năm 2012.

## Thống kê câu lạc bộ
Cập nhật đến ngày 23 tháng 2 năm 2017.
| Thành tích câu lạc bộ | Thành tích câu lạc bộ | Thành tích câu lạc bộ | Giải vô địch | Giải vô địch | Cúp                   | Cúp                   | Tổng cộng | Tổng cộng |
| Mùa giải              | Câu lạc bộ            | Giải vô địch          | Số trận      | Bàn thắng    | Số trận               | Bàn thắng             | Số trận   | Bàn thắng |
| Nhật Bản              | Nhật Bản              | Nhật Bản              | Giải vô địch | Giải vô địch | Cúp Hoàng đế Nhật Bản | Cúp Hoàng đế Nhật Bản | Tổng cộng | Tổng cộng |
| --------------------- | --------------------- | --------------------- | ------------ | ------------ | --------------------- | --------------------- | --------- | --------- |
| 2011                  | Mito HollyHock        | J2 League             | 0            | 0            | 0                     | 0                     | 0         | 0         |
| 2012                  | Mito HollyHock        | J2 League             | 0            | 0            | 1                     | 0                     | 1         | 0         |
| 2013                  | Mito HollyHock        | J2 League             | 15           | 0            | 1                     | 0                     | 16        | 0         |
| 2014                  | Mito HollyHock        | J2 League             | 11           | 0            | 2                     | 0                     | 13        | 0         |
| 2015                  | Mito HollyHock        | J2 League             | 8            | 0            | 2                     | 0                     | 10        | 0         |
| 2016                  | Mito HollyHock        | J2 League             | 22           | 0            | 0                     | 0                     | 22        | 0         |
| Tổng                  | Tổng                  | Tổng                  | 56           | 0            | 6                     | 0                     | 62        | 0         |